# Lista de monarcas dos Países Baixos

Real brasão de armas dos Países Baixos.

Esta é uma lista de monarcas dos Países Baixos. A lista inclui os estatuderes da Casa de Orange-Nassau que eram votados para o cargo pelas províncias semi-independentes da República das Sete Províncias Unidas dos Países Baixos e pelos Estados Gerais, porém agiam como chefes de estado hereditários. Todos são ancestrais diretos dos monarcas posteriores quando a monarquia foi estabelecida em 1815. 

## República dos Países Baixos

### Casa de Orange-Nassau
| Nome                                                                | Retrato                                         | Nascimento                                                                                 | Casamento(s)                                            | Morte                         |
| ------------------------------------------------------------------- | ----------------------------------------------- | ------------------------------------------------------------------------------------------ | ------------------------------------------------------- | ----------------------------- |
| Guilherme I 26 de julho de 1581 – 10 de julho de 1584               |                                                 | 24 de abril de 1533 filho de Guilherme I, Conde de Nassau-Dillenburg e Juliana de Stolberg | Ana de Engmont 6 de julho de 1551 3 filhos              | 10 de julho de 1584 51 anos   |
| Guilherme I 26 de julho de 1581 – 10 de julho de 1584               | Ana da Saxónia 25 de agosto de 1561 5 filhos    | 24 de abril de 1533 filho de Guilherme I, Conde de Nassau-Dillenburg e Juliana de Stolberg |                                                         | 10 de julho de 1584 51 anos   |
| Guilherme I 26 de julho de 1581 – 10 de julho de 1584               | Carlota de Bourbon 24 de junho de 1575 6 filhas | 24 de abril de 1533 filho de Guilherme I, Conde de Nassau-Dillenburg e Juliana de Stolberg |                                                         | 10 de julho de 1584 51 anos   |
| Guilherme I 26 de julho de 1581 – 10 de julho de 1584               | Luísa de Coligny 24 de abril de 1583 1 filho    | 24 de abril de 1533 filho de Guilherme I, Conde de Nassau-Dillenburg e Juliana de Stolberg |                                                         | 10 de julho de 1584 51 anos   |
| Maurício 14 de novembro de 1585 – 23 de abril de 1625               |                                                 | 14 de novembro de 1567 filho de Guilherme I e Ana da Saxónia                               | Não se casou                                            | 23 de abril de 1625 57 anos   |
| Frederico Henrique 23 de abril de 1625 – 14 de março de 1627        |                                                 | 29 de janeiro de 1584 filho de Guilherme I e Luísa de Coligny                              | Amália de Solms-Braunfels 4 de abril de 1626 9 filhos   | 14 de março de 1627 63 anos   |
| Guilherme II 14 de março de 1627 – 6 de novembro de 1650            |                                                 | 27 de maio de 1626 filho de Frederico Henrique e Amália de Solms-Braunfels                 | Maria, Princesa Real 2 de maio de 1641 1 filho          | 6 de novembro de 1650 24 anos |
| Guilherme III 4 de julho de 1672 – 8 de março de 1702               |                                                 | 4 de novembro de 1650 filho de Guilherme II e Maria, Princesa Real                         | Maria II de Inglaterra 4 de novembro de 1677 sem filhos | 8 de março de 1702 51 anos    |
| Guilherme IV 1 de setembro de 1711 – 22 de outubro de 1751          |                                                 | 1 de setembro de 1711 filho de João Guilherme Friso e Maria Luísa de Hesse-Cassel          | Ana, Princesa Real 25 de março de 1734 3 filhos         | 22 de outubro de 1751 40 anos |
| Guilherme V 22 de outubro de 1751 – 19 de janeiro de 1795 (deposto) |                                                 | 8 de março de 1748 filho de Guilherme IV e Ana, Princesa Real                              | Guilhermina da Prússia 4 de outubro de 1767 3 filhos    | 9 de abril de 1806 58 anos    |

## Reino da Holanda

### Casa de Bonaparte
| Nome                                                     | Retrato | Nascimento                                                        | Casamento                              | Morte                       |
| -------------------------------------------------------- | ------- | ----------------------------------------------------------------- | -------------------------------------- | --------------------------- |
| Luís I 5 de junho de 1806 – 1 de julho de 1810 (abdicou) |         | 2 de setembro de 1778 filho de Carlo Bonaparte e Letícia Ramolino | Hortênsia de Beauharnais 1802 3 filhos | 25 de julho de 1846 67 anos |
| Luís II 1 de julho – 9 de julho de 1810 (deposto)        |         | 11 de outubro de 1804 filho de Luís I e Hortênsia de Beauharnais  | Carlota Bonaparte sem filhos           | 17 de março de 1831 26 anos |

## Principado dos Países Baixos

### Casa de Orange-Nassau
| Nome                                                            | Retrato | Nascimento                                                         | Casamento                                            | Morte                          |
| --------------------------------------------------------------- | ------- | ------------------------------------------------------------------ | ---------------------------------------------------- | ------------------------------ |
| Guilherme Frederico 6 de dezembro de 1813 – 16 de março de 1815 |         | 24 de agosto de 1772 filho de Guilherme V e Guilhermina da Prússia | Guilhermina da Prússia 1 de outubro de 1791 4 filhos | 12 de dezembro de 1843 71 anos |

## Reino dos Países Baixos

### Casa de Orange-Nassau
| Nome                                                                 | Retrato                                               | Nascimento                                                                             | Casamento(s)                                                     | Morte                          |
| -------------------------------------------------------------------- | ----------------------------------------------------- | -------------------------------------------------------------------------------------- | ---------------------------------------------------------------- | ------------------------------ |
| Guilherme I 16 de março de 1815 – 7 de outubro de 1840 (abdicou)     |                                                       | 24 de agosto de 1772 filho de Guilherme V, Príncipe de Orange e Guilhermina da Prússia | Guilhermina da Prússia 1 de outubro de 1791 4 filhos             | 12 de dezembro de 1843 71 anos |
| Guilherme II 7 de outubro de 1840 – 17 de março de 1849              |                                                       | 6 de dezembro de 1792 filho de Guilherme I e Guilhermina da Prússia                    | Ana Pavlovna da Rússia 21 de fevereiro de 1816 5 filhos          | 17 de março de 1849 56 anos    |
| Guilherme III 17 de março de 1849 – 23 de novembro de 1890           |                                                       | 19 de fevereiro de 1819 filho de Guilherme II e Ana Pavlovna da Rússia                 | Sofia de Württemberg 18 de junho de 1839 3 filhos                | 23 de novembro de 1890 73 anos |
| Guilherme III 17 de março de 1849 – 23 de novembro de 1890           | Ema de Waldeck e Pyrmont 7 de janeiro de 1879 1 filha | 19 de fevereiro de 1819 filho de Guilherme II e Ana Pavlovna da Rússia                 |                                                                  | 23 de novembro de 1890 73 anos |
| Guilhermina 23 de novembro de 1890 – 4 de setembro de 1948 (abdicou) |                                                       | 31 de agosto de 1880 filha de Guilherme III e Ema de Waldeck e Pyrmont                 | Henrique de Mecklemburgo-Schwerin 7 de fevereiro de 1901 1 filha | 28 de novembro de 1962 82 anos |
| Juliana 4 de setembro de 1948 – 30 de abril de 1980 (abdicou)        |                                                       | 30 de abril de 1909 filha de Guilhermina e Henrique de Mecklemburgo-Schwerin           | Bernardo de Lipa-Biesterfeld 7 de janeiro de 1937 4 filhas       | 20 de março de 2004 94 anos    |
| Beatriz 30 de abril de 1980 – 30 de abril de 2013 (abdicou)          |                                                       | 31 de janeiro de 1938 filha de Juliana e Bernardo de Lipa-Biesterfeld                  | Claus von Amsberg 10 de março de 1966 3 filhos                   |                                |
| Guilherme Alexandre 30 de abril de 2013 – presente                   |                                                       | 27 de abril de 1967 filho de Beatriz e Claus von Amsberg                               | Máxima Zorreguieta Cerruti 2 de fevereiro de 2002 3 filhas       |                                |